# Мала Кіндратівка
Мала́ Кіндра́тівка — село Куяльницької сільської громади в Подільському районі Одеської області, Україна. Населення становить 296 осіб.

## Історія
Під час організованого радянською владою Голодомору 1932—1933 років померло щонайменше 6 жителів села.
Колишній орган місцевого самоуправління — Петрівська сільська рада.
12 червня 2020 року, відповідно до Розпорядження Кабінету Міністрів України від № 724-р «Про визначення адміністративних центрів та затвердження територій територіальних громад Одеської області», увійшло до складу Куяльницької сільської територіальної громади.
19 липня 2020 року, в результаті адміністративно-територіальної реформи і ліквідації Подільського району (1923-2020), село увійшло до складу новоутвореного Подільського району Одеської області.

## Населення
Згідно з переписом УРСР 1989 року чисельність наявного населення села становила 416 осіб, з яких 192 чоловіки та 224 жінки.
За переписом населення України 2001 року в селі мешкало 296 осіб.

### Мова
Розподіл населення за рідною мовою за даними перепису 2001 року:
| Мова       | Відсоток |
| ---------- | -------- |
| українська | 90,54 %  |
| молдовська | 4,39 %   |
| російська  | 3,72 %   |
| гагаузька  | 0,68 %   |
| болгарська | 0,34 %   |
| циганська  | 0,34 %   |